# Boucles de l’Aulne
Die Boucles de l’Aulne ist ein französisches Straßenradrennen für Männer.
Das Eintagesrennen, das seinen Termin für gewöhnlich Anfang Juni hat und rund um die französische Gemeinde Châteaulin im Département Finistère in der Bretagne stattfindet, wurde bereits im Jahre 1931 zum ersten Mal ausgetragen. Bis 1938 hieß das Rennen Grand Prix Le Télégramme de Brest, von 1945 bis 2001 Circuit de l’Aulne und seit 2002 trägt es den aktuellen Namen. Seit Einführung der UCI Europe Tour in der Saison 2005 ist das Rennen Teil dieser Rennserie und in die Kategorie 1.1 eingestuft. Die Boucles de l’Aulne war außerdem von 2000 bis 2004 ein Teil des Coupe de France, einer Rennserie von französischen Eintagesrennen. Rekordsieger ist Bernard Hinault, der das Rennen viermal für sich entscheiden konnte.

## Palmarès

### Boucles de l’Aulne
- 2025  Lewis Askey
- 2024  Axel Zingle
- 2023  Greg Van Avermaet
- 2022  Idar Andersen
- 2021  Stan Dewulf
- 2020 wegen Corona-Pandemie abgesagt/verschoben
- 2019  Alexis Gougeard
- 2018  Kevin Le Cunff
- 2017  Odd Christian Eiking
- 2016  Samuel Dumoulin
- 2015  Alo Jakin
- 2014  Alexis Gougeard
- 2013  Matthieu Ladagnous
- 2012  Sébastien Hinault
- 2011  Martijn Keizer
- 2010  Jean-Luc Delpech
- 2009  Maxime Bouet
- 2008  Romain Feillu
- 2007  Romain Feillu
- 2006  Johan Coenen
- 2005 keine Austragung
- 2004  Frédéric Finot
- 2003  Walter Bénéteau
- 2002  Christopher Jenner

### Circuit de l’Aulne
| - 2001 Patrice Halgand - 2000 Walter Bénéteau - 1999 Claude Lamour - 1998 Marco Pantani - 1997 Laurent Jalabert - 1996 Abraham Olano - 1995 Laurent Jalabert - 1994 Richard Virenque - 1993 Gérard Rué - 1992 Miguel Indurain - 1991 Jean-François Bernard - 1990 Ronan Pensec - 1989 Charly Mottet - 1988 Franck Pineau - 1987 Gilbert Duclos-Lassalle - 1986 nicht ausgetragen - 1985 Bernard Hinault - 1984 Marc Madiot - 1983 Laurent Fignon | - 1982 Francesco Moser - 1981 Bernard Hinault - 1980 Daniel Willems - 1979 Bernard Hinault - 1978 Bernard Hinault - 1977 nicht ausgetragen - 1976 Joop Zoetemelk - 1975 Eddy Merckx - 1974 Herman Van Springel - 1973 Roger De Vlaeminck - 1972 Cyrille Guimard - 1971 Luis Ocaña Pernía - 1970 Walter Godefroot - 1969 Eddy Merckx - 1968 Jacques Anquetil - 1967 Raymond Poulidor - 1966 Eddy Merckx - 1965 Guy Ignolin - 1964 Rik Van Looy | - 1963 Rik Van Looy - 1962 Jacques Anquetil - 1961 Joseph Morvan - 1960 Jean Stablinski - 1959 Jean Gainche - 1958 Gérard Saint - 1957 Armand Audaire - 1956 Valentin Huot - 1955 Jacques Dupont - 1954 Fernand Picot - 1953 Louison Bobet - 1952 Rik Van Steenbergen - 1951 Robert Desbats - 1950 Pierre Molinéris - 1949 Louison Bobet - 1948 Armand Audaire - 1947 Guy Butteux - 1946 Roger Lambrecht - 1945 Sylvère Jezo |

### Grand Prix Le Télégramme de Brest
| - 1939–44 nicht ausgetragen - 1938 Pierre Cogan - 1937 Pierre Cogan | - 1936 Pierre-Marie Cloarec - 1935 Pierre-Marie Cloarec - 1934 Jean-Marie Goasmat | - 1933 Pierre-Marie Cloarec / Fañch Favé - 1932 Fañch Favé - 1931 François Jaffredou |